# Harvey Charters
Harvey Blashford Charters, född 8 maj 1912 i North Bay, död 17 juli 1995 i North Bay, var en kanadensisk kanotist.
Charters blev olympisk silvermedaljör i C-2 10000 meter vid sommarspelen 1936 i Berlin.